# 不動産
不動産（ふどうさん、英: real estate）は、大陸法系の民事法や国際私法において用いられる概念であり、主に土地やその定着物をいう概念。

## 概説

### 区別の根拠
物を動産と不動産に分けて異なる法律的取扱いが行われてきたのには幾つかの理由がある。第一は歴史的な理由で動産よりも不動産のほうが価値が高いと考えられていたことがある。第二は自然の性質による理由で物の移動がある動産と移動のない不動産とでは、法技術的に異なった扱いをせざるを得ないという理由があったためである。

### 歴史
不動産と動産の区別あるいはその歴史は時代や地域によって制度や法制が大きく異なっており、今日でも法体系によって多少の違いが存在している。
動産は原始時代に個々の人類が自己の所持物を他者のそれと分けるようになってから存在し続けていたと考えられているが、土地のような不動産が所有の対象となるのは、限られた土地の上に社会・国家が成立した後であり、しかも当初は社会・国家を構成する特定の人々による共同所有であった。ローマ法による動産と不動産の区分はビザンツ帝国期から成立していたが、法律上の扱いに大きな差異は見られない。また、建物は土地と一体化したものと考えられており、今日のドイツやスイスの民法にその名残が存在する。また、フランスでは土地を「天然の不動産」、建物を「性質の不動産」として後者は前者の存在を前提として成立するものとしている。一方、ゲルマン法では早くから動産と不動産の法的扱いの違いの差異が生じており、ローマ法とゲルマン法の動産・不動産観念は今日の欧米や日本の民事法に強く影響を与えている。
古代日本においては動産は「もの」、不動産は「ところ」と称せられ、律令制の頃には前者は「資財」「財物」、後者は「田宅」「所領」などと称されるようになった。田宅とは土地を生産・収益の根源とみなすところから来た呼称であり、中世には「知行」、近世には「石高」がこれに代わる概念として現れることとなった。江戸時代には家屋や蔵などが土地から分離して売買や貸借の対象となっていった。もっとも、こうした区別は当時の法制や法慣習を近代的な法概念に当てはめたものであり、当時の法意識は「生産財」か「消費財」かという概念の法が重要視されていたという説もある。また、古代から近世末期まで「奴婢」「下人」など、人間でありながら動産として扱われてきた人々がいた。
さらに前近代においては所有の概念の違いも時代や地域によって異なり、国制・身分に基づく所有の制約が存在した。例えば、日本においては所有の観念が今日と大きく異なっていた。土地を開墾した人（「草分け」）や財物を所持し続けた人と当該財産の関係は単なる所有の主体と客体ではなく一種の呪術的な関係があり、仏物（ぶつもつ）・神物（しんもつ）・人物（じんもつ）などと言った、本主（本来所有すべき所有者）に基づく財産の区分が存在し、本主のみが正当な所有者で他の区分あるいは人物に売買や譲渡が行われたとしても相手は正当な所有者ではないため、いつかは本来あるべき姿（本主が当該財産を所有する状態）に回復されなければならないとする法観念が広く存在していた。そのため、中世の日本において、合法的な売買・譲渡が行われた土地が無償で本主に返還されるという徳政令や寺社興行法のような今日の観念では非常識・反社会的な法令が行われたのも、本主が所有されるべきものが所有されていないことの方がより問題視されていたからだと言われている。

### 土地と建物の関係
欧米の法制度では建物は土地の一部として扱われ、土地と建物が同一所有者ならば建物には土地から独立した所有権は認められない。
一方、日本法においては土地と建物は別個の不動産とされており、不動産登記法はそのような前提で定められている。民法制定過程では当初は建物は土地の一部とされる予定だったが、土地抵当権の効力がその後に建築された建物に及ぶことに異議が唱えられた。審議の結果、抵当権の効力の及ぶ範囲の規定（現行の民法370条）に抵当地の上に存する建物を除外する文言が規定され、不動産登記法でも土地と建物は別の不動産とされた。これは台湾民法にもみられるが、比較法的には珍しい。

## 日本法における不動産

### 民法で定める不動産
土地及びその定着物をいう（民法86条1項）。不動産以外の物は、全て動産（どうさん）である（同条2項）。
不動産は、その全てが替えの効かない特定物であり、また移動が容易でなく、かつ、財産としても高価であるため、動産とは別個の規制に服する（民法177条など）。
先述のとおり、日本の民法においては土地上の建物は土地と別個の不動産として扱われる（民法370条）。このため、土地を売買契約によって譲り受けても、買主は土地の上にある建物の所有権を当然には取得できないし、土地に抵当権を設定しても抵当権者は建物に対する抵当権を当然には取得しない。民法は不動産に公示の原則の考え方を採っており、所有権を取得しても登記が無ければ第三者に対し、所有権を対抗できないとしている（民法177条）。
登記法では、建物であるためには、屋根や壁で遮断されていて、建物としての用途に供しうること、土地に定着していることが求められる。そのため建築中の建物は、屋根や壁が作られた段階で、動産である建築資材から不動産である建物へと法的な扱いが変わる。ただし、自動車等で牽引する移動式の建物（キャンピングトレーラーの類）は、不動産ではなく動産に含まれる。この扱いについてはトレーラーハウスも参照。
ふすまや障子、畳などは動産であり、建物とは別個の財産である。しかし、これらの動産は不動産に付属する従物として、建物とは別に扱うとする特約がない限り、建物所有権の移転、建物に対する抵当権の設定などの効果を受ける。他方、立木は土地の定着物であるため不動産であるが、後述する特別法によって独立の不動産として取り扱われる場合を除き、定着物たる土地に吸収される。

### 特別法で定める不動産

#### 不動産とみなされるもの
- 立木法の規定により登記された立木
- 財団
  - 不動産財団[注釈 1]
    - 工場抵当法第9条の規定により登記された工場財団
    - 鉱業抵当法第3条の規定により登記された鉱業財団
    - 漁業財団抵当法第6条の規定により登記された漁業財団
    - 観光施設財団抵当法第7条の規定により登記された観光施設財団
    - 港湾運送事業法第26条の規定により登記された港湾運送事業財団
    - 道路交通事業抵当法第6条規定により登記された道路交通事業財団
    - 旧自動車交通事業法第38条の規定により登録された自動車交通事業財団[注釈 2]

  - 物財団[注釈 3]
    - 鉄道抵当法第28条の2の規定により登録された鉄道財団
    - 軌道抵当法（軌道ノ抵当ニ関スル法律）第1条の規定により登録された軌道財団
    - 運河法第13条の規定により準用する軌道抵当法の規定により登録された運河財団

#### 不動産の規定が準用される物権
- 漁業権（漁業法）
- 採掘権（鉱業法、日本国と大韓民国との間の両国に隣接する大陸棚の南部の共同開発に関する協定の実施に伴う石油及び可燃性天然ガス資源の開発に関する特別措置法）
- ダム使用権（特定多目的ダム法）
- 公共施設等運営権（民間資金等の活用による公共施設等の整備等の促進に関する法律）

### 民事執行法上の不動産
金銭執行は執行対象財産の種類に応じて、不動産に対する金銭執行（不動産の強制競売・強制管理、不動産競売・担保不動産収益執行）、動産に対する金銭執行（動産執行、動産競売）、債権その他の財産権に対する金銭執行（債権執行、各種財産権執行、少額訴訟債権執行）、船舶・航空機・自動車・建設機械等に対する金銭執行（準不動産執行、準不動産競売）に区分される。この財産の種類の区分は執行手続の構造上の異同によるもので民法における区別とは一致しない。

## 不動産と経済活動

### 不動産業
主として不動産の売買・交換・賃貸及びそれらの代理もしくは仲介（不動産流通業）、不動産の管理（マンション管理業、ビル管理業）などを行う事業のことで、事業を行う会社を総称して不動産会社と呼ぶ。大手の旧財閥系やゼネコン、鉄道事業者から、零細な個人経営による業者まで多く存在している。
宅地建物取引業は、宅地建物取引業法において、宅地若しくは建物（建物の一部を含む）の売買・交換又は宅地・建物の売買・交換・貸借の代理・媒介をする行為で業として行なうもの、と定義されており、不動産賃貸業や不動産管理業のみを営む会社については宅地建物取引業者にあたらない。

### 不動産関連国家資格
宅地建物取引士、不動産鑑定士、司法書士、土地家屋調査士、マンション管理士、管理業務主任者など

### 不動産価格
- 帳簿価格
- 取得価格
- 固定資産税評価額
- 路線価
- 時価
- 公示地価

### 固定資産
会計学上、「固定資産＝不動産」ではない。
法学上の物の分類である「不動産」とは異なって、「固定資産」とは会計学上の概念であり、不動産やその他設備・備品等の財産のうち、複数年にわたって事業のために利用されるものを指す。たとえば、会社で使用しているパソコンやソフトウェアは、（会計上は）固定資産であるが、（法学上は）不動産ではない例である。
逆に、デベロッパー等の不動産業者が在庫として自己保有している販売用不動産は、（法学上は）不動産であるが、（会計上は）固定資産ではなく棚卸資産となる例がある。
固定資産税も参照。

### 不動産と大学
慶應義塾大学（不動産三田会）、早稲田大学（不動産稲門会）等の各地の大学ごとの集まりが母体となっている。1999年に「不動産五大学合同懇親会」 が結成された。2004年からは大学不動産連盟（University Real Estate League = UREL）として活動をしている。本連盟は、正会員17校、準会員校1校、オブザーバー校0校、計18校から構成されている（令和2年4月現在）。近年では、日本社会の大学進学率の向上に伴い、各大学ごとの集まり（会員間の不動産取引としての側面）に着目し、インナーサークルとしての学閥としても報じられている。地域に根差した地域情報交換会に基づき、東京神奈川埼玉を中心として、全国的に展開している。

## 不動産と環境

### 土壌汚染
近年、土壌汚染対策法等が施行されて以来、不動産保有における土壌汚染対策が重要な問題となっている。
土地取引において土壌汚染の対する説明が不十分な場合には、宅地建物取引業法上の営業停止処分が行われており、大企業の経営陣の引責辞任も現実の問題となっている。 土壌汚染に関する調査対策費用は従来は土地売却価格の内の割合で検討される場合もあったが、永年の土地を利用した利益も含めて土壌汚染対策費用を考えることが多くなってきた。
さらに、地下水汚染を伴う場合には地下水利用者から巨額の損害賠償を請求される場合もあり、判例では汚染原因者が敗訴している。また、地中に油が含まれていた場合には、有害物質の含まれている量が土壌汚染対策法の指定基準を超過していなくても売主が浄化費用を負担する裁判が結審している（東京地方裁判所平成4年10月28日判決）。

### 石綿（アスベスト）
建物には多くの部分で石綿が使用されている。石綿による健康被害は深刻であり、建設時に石綿を使用していたビルなどの建設物で勤務していた従業員から損害賠償請求されることが増えてきている。すでに、アメリカで非常に多くの裁判が提訴され、高額な損害賠償を認める判決が多数出ている。
不動産所有者は石綿の調査の義務が課せられており、適切な対応をしない場合には将来多額の賠償金を背負うことに注意が必要である。